# 户川芳郎
户川芳郎（1931年8月27日—），日本汉学家，东京大学“中国文史部”掌门人。

## 简介
2005年，户川芳郎被汤一介邀请作为《儒藏》的编委，他说：“日本选定的文献选目应该体现出日本儒学的最高水准。”

## 学术思想
户川芳郎长期致力于研究汉学，把儒学尊称为“儒教”，更加偏重儒学的教化意义。 他一生主要精力用于协助日本学者搜集整理日本的儒家著作，探寻中华文化的内核和意义，推动汉学在世界的发展。

## 著書
- （汉代的学术和文化） 研文出版 2002

## 共編著
- 第1－3輯 長澤規矩也共編 汲古書院 1980
- 山川出版社 1987
- 汲古書院 1990
- 山田俊雄、影山輝國共編 三省堂 1998
- 雄山閣出版 1999
- 尾崎雄二郎、竺沙雅章共編 大修館書店 2013